# Aulacoderus brevicornis
Aulacoderus brevicornis es una especie de coleóptero de la familia Anthicidae.

## Distribución geográfica
Habita en   Natal, en (Sudáfrica).